# Lourdes Mohedano Sánchez de Mora
Lourdes Mohedano Sánchez de Mora (Còrdova, 17 de juny de 1995) és una gimnasta rítmica espanyola, subcampiona olímpica als Jocs Olímpics de Rio 2016, bicampiona del món de 10 maces (Kíev 2013 i Esmirna 2014) i 4a als Jocs Olímpics de Londres 2012 amb el conjunt espanyol. En Stuttgart 2015 van aconseguir el bronze mundial en el concurs general, sent la primera medalla espanyola en la general d'un Campionat del Món des de 1998. La plata en Rio 2016 va ser la primera medalla olímpica per a la gimnàstica rítmica espanyola des d'Atlanta 1996.
Posseeix nombroses medalles en Mundials, Europaus i proves de la Copa del Món, entre d'altres competicions internacionals. Té diverses distincions, entre elles el Premio As de l'esport (2014), la Copa Baró de Güell en els Premis Nacionals de l'Esport (2015), la Medalla de Bronze de la Real Ordre del Mèrit Esportiu (2015), la Medalla de Plata de la Real Ordre del Mèrit Esportiu (2016) i la Medalla d'Andalusia (2017). El conjunt al qual pertany és conegut com el Equipaso.

## Biografia esportiva

### Inicis
Encara que nascuda en Còrdova, la seva família és de Peñarroya-Pueblonuevo. Amb 3 anys va assistir a classes de ballet en Studio de Dansa Coppelia. Amb 6 anys es va iniciar en la gimnàstica rítmica com a activitat extraescolar en el Col·legi Eduardo Lucena. Posteriorment va passar a entrenar en el Pavelló Vista Alegri dins del Patronat Municipal d'Esports de Còrdova i el Club Navial, encara que un any més tard, després de participar en els Jocs Municipals, va passar al Club Liceu, després de ser detectada per les entrenadores del club. En aquesta etapa també va competir en atletisme, guanyant la carrera del trofeu Els Califes en 2003, obtenint la segona plaça en la Milla de Còrdova de 2005 o participant en les I Olimpíades escolars d'atletisme en 2007, on va vèncer el seu centre, el Col·legi Eduardo Lucena. La Fundació Còrdova per a l'Esport la va becar en 2006.
Amb el Club Liceu va participar, des de categoria benjamí i tant en modalitat individual com en conjunts, en els campionats provincials, d'Andalusia i d'Espanya fins a la seva arribada a la selecció en 2008. El 2004 seria seleccionada en programes de tecnificació esportiva d'Andalusia i comença els entrenaments en el CAR de Marbella, compaginant-los amb els del seu club. En 2005, 2006, 2007 i 2008 va ser renovant la inclusió a aquests programes. En 2006 es proclama subcampiona d'Andalusia A en corda i en pilota, a més de ser bronze en la general andalusa en categoria aleví. També va participar en el Campionat d'Espanya, sent subcampiona per autonomies i bronze per equips. Aquest mateix any es va proclamar campiona del Torneig Ciutat de Còrdova en categoria aleví. A més, va participar en el Torneig Internacional de Huelva, on va obtenir la 3a posició en la classificació general. En 2007, ja com a infantil, participa en modalitat individual i de conjunts amb el Club Liceu, sent campiona en el Torneig Ciutat de Còrdova i subcampiona d'Espanya per autonomies amb la selecció andalusa. També va participar amb el seu club en el Campionat d'Espanya de Conjunts, celebrat en Las Palmas de Gran Canària. Des de 2007 va ser seleccionada en el Pla de Tecnificació de la Real Federació Espanyola de Gimnàstica. El juny de 2008 es proclama campiona d'Espanya per autonomies i subcampiona per clubs en categoria infantil en el Campionat d'Espanya celebrat en Santa Cruz de Tenerife.

### Etapa en la selecció espanyola

#### 2008 - 2012: cicle olímpic de Londres 2012
Va entrar en la selecció nacional de gimnàstica rítmica d'Espanya el 10 de setembre de 2008, passant a formar part del conjunt júnior i entrenant en el Centre d'Alt Rendiment de Madrid. Amb el combinat júnior va aconseguir el 2009 la 7a posició en la general i la 5ª en la final de 5 cintes en el Torneig Internacional júnior paral·lel a la Copa del Món de Portimão, i la 5a plaça en el Campionat Europeu de Bakú.
A l'octubre de 2010 va passar a integrar el conjunt nacional absolut. Aquest mateix any va ser becada per la Fundació Andalusia Olímpica. Al març de 2011 va debutar amb el conjunt sènior i com a internacional, el 28 d'abril en la Copa del Món de Portimão (Portugal). Des d'aquest moment va ser sempre gimnasta titular en els dos exercicis de cada temporada. El gener de 2011 Anna Baranova havia tornat com a seleccionadora nacional, amb Sara Bayón com a entrenadora del conjunt al costat de la pròpia Anna. En aquests moments l'equip portava tres mesos de retard respecte als altres, l'interval de temps entre la destitució de Efrossina Angelova (que va interposar una demanda a la Federació per acomiadament improcedent) i la contractació d'Anna Baranova, arribant algunes gimnastas a tornar als seus clubs d'origen durant aquest període, encara que diverses van seguir treballant a nivell corporal i tècnica d'aparell amb Noelia Fernández a l'espera d'una nova seleccionadora. Amb la volta d'Anna i Sara, es van realitzar nous muntatges dels dos exercicis amb l'objectiu de classificar-se en el Mundial d'aquest any pels Jocs Olímpics de Londres 2012. El nou muntatge de 5 pilotes tenia com a música «Xarxa Violin» d'Ikuko Kawai (un tema basat en el adagi del Concert d'Aranjuez), mentre que el de 3 cintes i 2 cèrcols usava Malaguenya de Ernesto Lecuona en les versions de Stanley Black And His Orchestra i de Plácido Domingo. Durant aquesta temporada, el conjunt es va aconseguir classificar per a diverses finals en proves de la Copa del Món, a més de fer-se amb les 3 medalles d'or en joc tant en l'US Classics Competition a Orlando com en l'II Meeting en Vitória (Brasil). En el Campionat Mundial de Montpeller (França) no van poder classificar-se directament pels Jocs Olímpics, ja que van obtenir la 12a posició i una plaça pel Preolímpico després de fallar en l'exercici de cintes i cèrcols en fer-se un nus en una cinta després del xoc en l'aire de dos d'elles. A més van aconseguir la 6a plaça en la final de 5 pilotes. Després del Campionat del Món de Montpeller van seguir els seus entrenaments amb l'objectiu de poder classificar-se finalment per als Jocs en la cita preolímpica. En l'I Torneig Internacional Ciutat de Saragossa van aconseguir la medalla de plata després de les russes. El conjunt titular aquest any va estar format per Lorda, Sandra Aguilar, Loreto Achaerandio, Elena López, Alejandra Quereda (capitana) i Brega Rodó.
Para 2012, Lourdes seguiria sent gimnasta titular en els dos exercicis. Al gener el conjunt espanyol de gimnàstica rítmica va aconseguir l'or en el torneig Preolímpico de Londres 2012, assegurant la seva participació en els Jocs Olímpics de Londres 2012. Al maig, el conjunt espanyol va obtenir la medalla de bronze en la classificació general de la prova de la Copa del Món celebrada a Sofia (Bulgària) i la medalla d'or en la final de l'exercici mixt de cintes i cèrcols. El juliol de 2012 el conjunt va aconseguir la medalla de bronze en la classificació general de la prova de la Copa del Món celebrada a Minsk.
Posteriorment, Lourdes va acudir amb l'equip als Jocs Olímpics de Londres 2012, la seva primera experiència olímpica, sent la més jove de tots els esportistes espanyols, en comptar amb poc més de 17 d'anys. En la fase de classificació, el conjunt espanyol, compost per Lorda, Loreto Achaerandio, Sandra Aguilar, Elena López, Alejandra Quereda (capitana) i Brega Rodó, va sumar 54,550 punts (27,150 en 5 pilotes i 27,400 en 3 cintes i 2 cèrcols), la qual cosa els va col·locar cinquenes en la classificació general i les va ficar en la final. En la final olímpica celebrada en el Wembley Arena, el conjunt espanyol va realitzar un primer exercici de 5 pilotes en el qual van obtenir una puntuació de 27,400 punts, col·locant-se en 5a posició i millorant en 250 centenes pel que fa a la seva puntuació obtinguda el dia de la classificació. En l'exercici de 3 cintes i 2 cèrcols van obtenir una puntuació de 27,550 punts. Espanya va reclamar la nota de dificultat de l'exercici, que va anar de 9,200, encara que la reclamació va ser rebutjada per la Federació Internacional de Gimnàstica (FIG). Després de finalitzar els dos exercicis, Espanya va acumular un total de 54,950 punts, la qual cosa li va servir per acabar la competició en 4a posició i obtenir el diploma olímpic.

#### 2013 - present: cicle olímpic de Rio 2016

##### 2013: primer títol mundial a Kíev
El 2013, el conjunt va estrenar els dos nous exercicis per a la temporada: el de 10 maces i el de 3 pilotes i 2 cintes. El primer emprava com a música «A cegues» de Miguel Poveda, i el segon els temes «Still», «Big Palooka» i «Jive and Jump» de The Jive Aces. Lourdes seria titular en tots dos. Les noves components de l'equip aquest any van ser Artemi Gavezou i Marina Fernández (que es retiraria a l'agost de 2013). A la fi de març van disputar la primera competició de l'any, el Grand Prix de Thiais, on el conjunt va ser bronze en la general, plata en la final de 10 maces i 4º en la de 3 pilotes i 2 cintes. A l'abril d'aquest any, en la prova de la Copa del Món disputada en Lisboa, el conjunt va ser medalla d'or en la general i medalla de bronze en 3 pilotes i 2 cintes. Posteriorment van ser medalla de plata en 10 maces en la prova de la Copa del Món de Sofia i bronze en el concurs general en la prova de la Copa del Món de Sant Petersburg.
L'1 de setembre en el Campionat Mundial de Kíev, després d'acabar el dia anterior 4º en el concurs general, el conjunt espanyol va obtenir la medalla d'or en la final de 10 maces i la de bronze en la de 3 pilotes i 2 cintes. La nota de l'exercici de maces va ser de 17,350, la qual cosa va atorgar a les espanyoles el títol mundial per davant d'Itàlia i Ucraïna, segona i tercera respectivament, mentre que en la final del mixt, la nota de 17,166 no va ser suficient per desbancar a Belarús, que va ser plata, i a Rússia, que es va penjar l'or. El conjunt estava format per Lorda, Sandra Aguilar, Artemi Gavezou, Elena López i Alejandra Quereda. Aquestes van ser les primeres medalles obtingudes per Espanya en un Campionat Mundial de Gimnàstica Rítmica des de 1998.
Després de proclamar-se campiones del món, les gimnastas del conjunt espanyol van realitzar una gira on van participar en diverses exhibicions, com les realitzades en l'Arnold Classic Europe en Madrid, la Gala Solidària a favor del Projecte Home en Burgos, la Gala d'Estels de la Gimnàstica en Mèxic, D. F., l'Euskalgym en Bilbao, en Lió, en Conil de la Frontera, en Granada durant el Campionat d'Espanya de Conjunts, i en Vitòria per a la Gala de Nadal de la Federació Alabesa de Gimnàstica. A més, van crear un calendari amb l'objectiu de recaptar diners per a pagar les competicions següents.

##### 2014: bronze europeu a Bakú i segon títol mundial a Esmirna
A principis de 2014, Lourdes va sofrir un edema ossi en el turmell esquerre, a més de veure's afectat l'astràgal. Aquests problemes, units entre d'altres incidències a les molèsties de Elena López en el genoll, van fer retardar l'estrena de la temporada per a l'equip. El 29 de març de 2014, el conjunt va participar en una exhibició en Vera (Almeria), on va estrenar el nou exercici de 3 pilotes i 2 cintes (amb els temis «Intro» i «Mastegués» de Violet com a música), a més de realitzar el muntatge de 10 maces, que presentava algunes modificacions pel que fa a l'any anterior. La setmana posterior, les mateixes cinc integrants de l'equip que havien estat campiones del món a Kíev, van viatjar a Lisboa per competir en la prova de la Copa del Món disputada allí, el seu primer campionat oficial de la temporada. A Lisboa van aconseguir la medalla d'or en el concurs general, mentre que en les dos finals per aparells van obtenir sengles medalles de plata, tant en l'exercici de 10 maces com en el mixt de 3 pilotes i 2 cintes. En l'última competició abans de l'Europeu, la Copa del Món de Minsk, el conjunt es va fer amb la medalla de plata en el concurs general i la de bronze en la final de 3 pilotes i 2 cintes, a més d'aconseguir un 4t lloc en la final de 10 maces.
Al juny van disputar el Campionat d'Europa de Bakú, en el qual després d'aconseguir amb una nota de 34,091 el 5ª lloc en el concurs general dos dies abans, van aconseguir penjar-se la medalla de bronze en la final de 10 maces. La nota de 17,550 les va col·locar en aquesta final darrere de Rússia, que va ser plata, i Bulgària, que va aconseguir l'or. A més, van tornar a obtenir la 5a plaça en la final de 3 pilotes i 2 cintes amb una nota de 17,400. Aquesta medalla va ser la primera assolida per Espanya en un Campionat Europeu de Gimnàstica Rítmica des de 1999. L'endemà passat de l'Europeu, el 17 de juny, es va dur a terme una recepció a l'equip nacional en el CSD per celebrar aquesta presea. En el mateix, el president de la Real Federació Espanyola de Gimnàstica, Jesús Carballo, va qualificar al conjunt espanyol com «un dels millors equips que hem tingut» i va destacar el valor de la medalla en ser aconseguida davant «països amb moltíssima més història i molts més recursos per poder copar els podis». Alejandra Quereda, la capitana de l'equip, va assenyalar que «és una mostra del gran moment de forma en el qual ens trobem».
L'agost es va disputar la prova de la Copa del Món en Sofia, en la qual el conjunt espanyol va obtenir el 4t lloc en el concurs general, a sol 5 centenes del bronze, quedant així per darrere d'Itàlia, Bulgària i Rússia, que es va fer amb l'or. L'endemà, van aconseguir la medalla de bronze en la final de 10 maces i el 5è lloc (empatades amb Ucraïna i Belarús) en la de 3 pilotes i 2 cintes. Per a aquesta competició, la gimnasta Artemi Gavezou, que es trobava recuperant-se d'una lesió i no va poder viatjar, va ser reemplaçada per Adelina Fominykh en l'exercici de maces i per Marina Vell en el mixt, suposant el debut d'ambdues amb el conjunt titular. També aquest mateix mes van disputar, de nou amb Artemi com a titular, l'IV Meeting en Vitória (Brasil), on van aconseguir la plata en el concurs general i en 3 pilotes i 2 cintes, i la medalla d'or en 10 maces. Al començament de setembre van disputar la prova de la Copa del Món en Kazán, on les integrants del combinat espanyol es van fer amb el bronze en el concurs general, el 4t lloc en la final de 3 pilotes i 2 cintes, i el 8è lloc en la de 10 maces.
A la fi de setembre, Lourdes viatjaria «infiltrada» a disputar el Campionat Mundial d'Esmirna. En aquesta competició, diverses caigudes i una sortida del tapís en l'exercici de 3 pilotes i 2 cintes, van fer que el conjunt espanyol acabés en el lloc 11r. en el concurs general, aconseguint classificar-se solament per a la final de maces. L'endemà, el 28 de setembre, el combinat espanyol va aconseguir rescabalar-se en obtenir la medalla d'or en la final de 10 maces per segon any consecutiu. La nota de l'exercici va ser de 17,433, la qual cosa va atorgar a les espanyoles el títol mundial per davant d'Israel i Belarús, segona i tercera respectivament. El conjunt estava integrat per les mateixes components que també van aconseguir la medalla d'or a Kíev l'any anterior: Lourdes, Sandra Aguilar, Artemi Gavezou, Elena López i Alejandra Quereda.
Després de proclamar-se campiones del món per segona vegada, a l'octubre van viatjar al LG Whisen Rhythmic All Stars 2014, celebrat en Seül (Corea del Sud), on van realitzar l'exercici mixt i van participar en una exhibició. El 20 de desembre de 2014, el conjunt espanyol va participar en l'homenatge en Palència a la seva entrenadora, Sara Bayón, realitzant dues exhibicions. El reconeixement va tenir lloc en el Pavelló Marta Domínguez.

##### 2015: bronze mundial a Stuttgart i majors reconeixements
Per 2015 es van canviar els dos exercicis del conjunt. L'exercici de 5 cintes tenia com a música la cançó «Europa» de Mónica Naranjo, mentre que el de 2 cèrcols i 6 maces un remix de District 78 del tema «Ameksa (The Shepard)» de Taalbi Brothers. A causa de les molèsties que Lourdes seguia tenint en el peu esquerre, el 16 de gener de 2015 va ser operada en la Clínica Cemtro de Madrid pel doctor Manuel Lleis. La intervenció quirúrgica, que va resultar satisfactòria, va consistir en la resecció de l'ús trigonum i l'escafoide accessori del turmell esquerre. A causa de la recuperació, Lorda es va perdre el Grand Prix de Thiais i les proves de la Copa del Món de Lisboa i de Pesaro, sent est el seu únic període d'absència des de la seva incorporació a l'equip nacional. Després de passar diverses setmanes amb el peu immobilitzat, va portar posteriorment una bota ortopèdica. El 2 de maig va tornar com a titular al conjunt espanyol, participant en l'exercici de 5 cintes en una exhibició en el Campionat d'Espanya en Edat Escolar, disputat en Àvila. La setmana següent ja va ser titular en els dos exercicis en una exhibició en el Torneig Internacional de Corbeil-Essonnes (França). A la fi de maig l'equip va viatjar a Taskent per participar en la Copa del Món celebrada a la capital uzbeka, la primera competició oficial de Lorda després de la seva operació. Allí van aconseguir dues medalles de plata tant en el concurs general com en 2 cèrcols i 6 maces, i van acabar en la 6a posició en 5 cintes. Al juny, el conjunt va participar en els Jocs Europeus de Bakú 2015, obtenint el 4t lloc tant en el concurs general com en la final de 5 cintes. En la Copa del Món de Sofia, celebrada a l'agost, van obtenir la 7a posició en el concurs general i la 6a en la final de 5 cintes. Aquest mateix mes, en la Copa del Món de Kazán, van aconseguir la 6a posició en la general i el 5è lloc tant en la final del mixt com en la de 5 cintes.

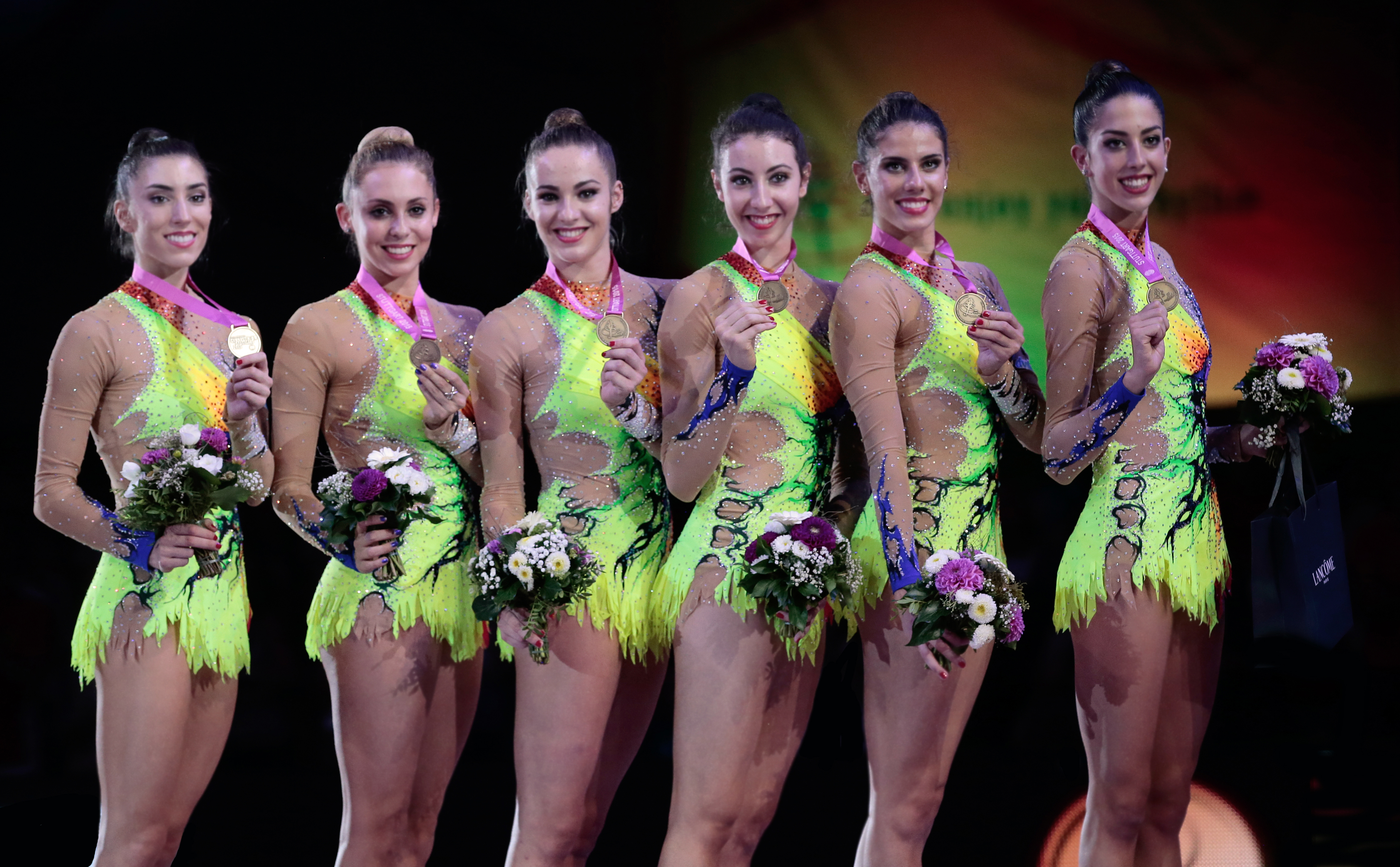
L'equip espanyol amb el bronze de la general en el Mundial de Stuttgart (2015).

Al setembre de 2015 es va disputar el Campionat Mundial de Stuttgart, classificatori pels Jocs Olímpics. El primer dia de competició, el 12 de setembre, el conjunt espanyol va aconseguir la medalla de bronze en el concurs general amb una nota acumulada de 34,900, solament superada per Rússia i Bulgària, or i plata respectivament. Era la primera medalla per a Espanya en la general d'un Mundial des de 1998. Aquest lloc va atorgar al combinat espanyol una plaça directa pels Jocs Olímpics de Rio de Janeiro 2016. L'última dia de competició, les espanyoles van obtenir la 6a plaça en la final de 5 cintes. Durant aquest exercici, Artemi Gavezou es va lesionar el peu. L'equip va decidir llavors no participar en la final de 2 cèrcols i 6 maces, ja que a més Brega Rodó, la gimnasta reserva, no podia competir al no estar inscrita en aquest moment. El conjunt va estar integrat en aquesta competició per Lorda, Sandra Aguilar, Artemi Gavezou, Elena López i Alejandra Quereda, a més de Brega Rodó com a suplent. Aquest campionat va ser retransmès a Espanya per Teledeporte amb la narració de Paloma del Río i Almudena Cid, sent el primer Mundial que emetia una televisió espanyola en aquest cicle olímpic, ja que els dos anteriors no van ser transmesos per cap canal nacional.
Després d'aquest bronze mundial, el conjunt espanyol va tenir sengles recepcions en el Consell Superior d'Esports i el Comitè Olímpic Español, a més de concedir nombroses entrevistes a diferents mitjans de comunicació, participant per exemple al programa de radi Planeta olímpic de Radio Marca o al programa de televisió El formiguer d'Antena 3 el 24 de setembre.

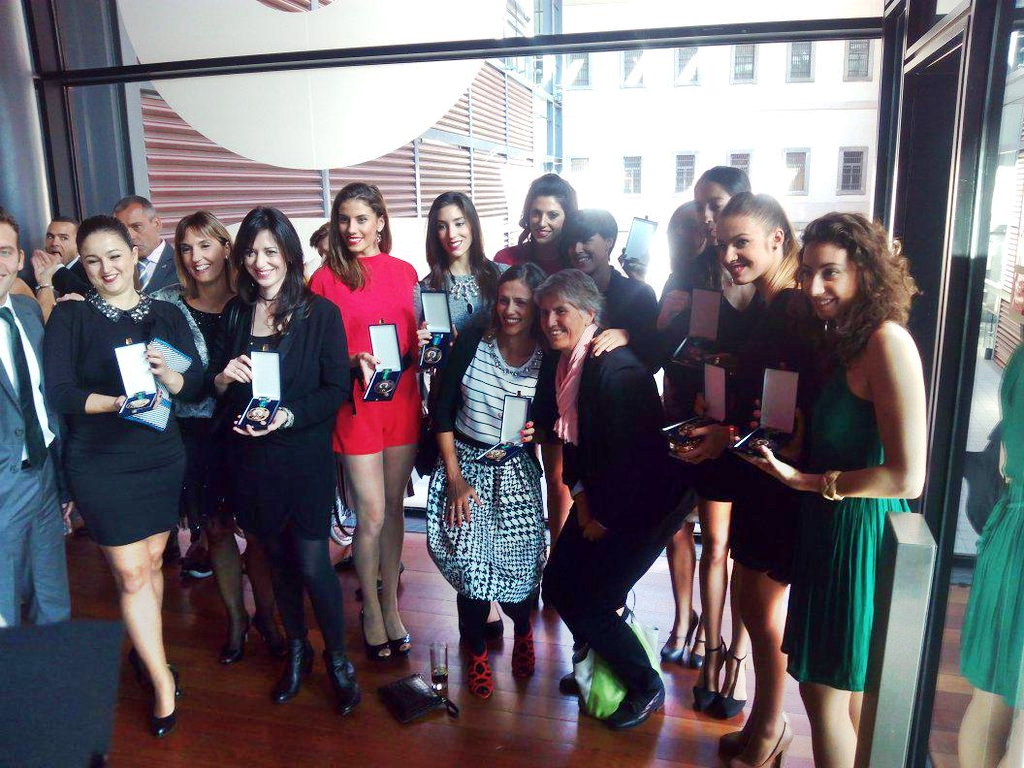
Lourdes al costat de la resta del conjunt, les Nenes d'Or i Paloma del Rio en el lliurament de la Real Ordre del Mèrit Esportiu (2015).

El 14 d'octubre de 2015, les cinc components del conjunt espanyol bicampió del món, entre elles Lorda, van rebre la Medalla de Bronze de la Real Ordre del Mèrit Esportiu, atorgada pel Consell Superior d'Esports, una de les distincions més importants que pot obtenir un esportista espanyol. El guardó els havia estat concedit el 28 de juliol del mateix any. L'acte de lliurament va ser presidit per Íñigo Méndez de Vigo, Ministre d'Educació, Cultura i Esport, i per Miguel Cardenal, president del CSD, i va tenir lloc a l'auditori del Museu Nacional Centre d'Art Reina Sofia (Madrid). A més, en el mateix esdeveniment van ser guardonades amb la Medalla d'Or el conjunt espanyol campió olímpic a Atlanta 1996, conegudes com les Nenes d'Or, sent la primera vegada que ambdues generacions de gimnastas es reunien. Un mes després, el 17 de novembre, el conjunt espanyol va acudir als Premis Nacionals de l'Esport, on els va ser lliurada la Copa Baró de Güell com a millor equip nacional de 2014, premi del Consell Superior d'Esports que se'ls havia atorgat el 13 de juliol i que va ser compartit amb la selecció femenina de futbol. La Copa va ser recollida per Alejandra Quereda, capitana de l'equip, i per Jesús Carballo Martínez, president de la Federació, de mans del rei Felipe VI d'Espanya.
El 19 d'octubre de 2015 es va anunciar que el conjunt espanyol de gimnàstica rítmica protagonitzaria el tradicional anunci de Nadal de la marca de cava Freixenet, i que aquest seria dirigit pel cineasta Kike Maíllo. L'equip va realitzar els assajos del espot el 29 i el 30 d'octubre, i es va gravar entre els dies 10 i 11 de novembre en un plató de Barcelona. L'anunci, titulat Brillar, es va estrenar finalment el 25 de novembre en un esdeveniment en el Museu Marítim de Barcelona, podent veure's des d'aquest dia a la pàgina web de Freixenet i en YouTube. Va ser acompanyat per l'enregistrament d'un documental promocional anomenat Mereixent un somni, on gimnastas i entrenadores expliquen el seu dia a dia en l'equip nacional. El 19 de desembre el conjunt espanyol va actuar com a tancament de la XXII Gal·la Internacional Nadalenca de Gimnàstica de Vitòria.

##### 2016: Europeu de Jolón i plata als Jocs Olímpics de Rio
Al febrer de 2016, en la Copa del Món de Espoo (Finlàndia), el conjunt va estrenar dos nous exercicis per a la temporada. El de 5 cintes té com a música un medley de temes amb aires brasilers: «Vidacarnaval» de Carlinhos Brown, «Bahiana/Batucada» d'Inner Sense i Richard Sliwa, i «Sambuka» d'Artem Uzunov. El de 2 cèrcols i 6 maces explica per la seva banda amb els temes flamencs «Cementiri jueu», «Soleá» i «L'aurora de Nova York», interpretats per la Companyia Rafael Amarg i Montse Cortés. Rafael Amarg també va col·laborar amb el conjunt en la coreografia de l'exercici. L'equip va obtenir el bronze en la general, l'or en cintes i la plata en el mixt. Al començament de març van aconseguir els 3 ors en joc en el Torneig Internacional de Schmiden (Alemanya). Aquest mateix mes van viatjar a la Copa del Món de Lisboa, on van obtenir el bronze en la general, el 5è lloc en 5 cintes i un altre bronze en el mixt. La setmana següent es van desplaçar a França per disputar el Grand Prix de Thiais, que celebrava el seu 30a edició. Allí van aconseguir el bronze en la general, el 4t lloc en 5 cintes i la plata en el mixt. Al maig, en la Copa del Món de Taskent, es van penjar el bronze en cintes i la plata en el mixt després d'haver obtingut el 4t lloc en la general.
Al juny es va disputar la Copa del Món de Guadalajara, la primera competició internacional oficial de gimnàstica rítmica que es va celebrar a Espanya des de la Final de la Copa del Món en Benidorm (2008). L'esdeveniment es va desenvolupar del 3 al 5 de juny en el Palacio Multiusos de Guadalajara amb l'assistència d'unes 8.000 persones en les dues últimes jornades. El conjunt va aconseguir alçar-se amb la medalla d'or en la general per davant de Belarús i Ucraïna, mentre que l'últim dia es va penjar dos bronzes en les finals de cintes i del mixt. Aquest mateix mes van disputar el Campionat d'Europa de Jolón, on van obtenir el 6ª lloc en la general amb una nota acumulada de 35,333. En les finals per aparells, van aconseguir el bronze en 5 cintes amb una nota de 18,133, i la plata en el mixt amb una puntuació de 18,233. El juliol van competir en la Copa del Món de Kazán, obtenint el 6è lloc en la general i el 4º en la final de cintes. A la fi d'aquest mateix mes van disputar la Copa del Món de Bakú, última cita abans dels Jocs, on van aconseguir la 5a plaça en la general i sengles bronzes en les dos finals per aparells.
L'agost va competir amb el conjunt en els Jocs Olímpics de Rio 2016, la seva segona participació olímpica. El combinat espanyol estava integrat en aquest esdeveniment per Lorda, Sandra Aguilar, Artemi Gavezou, Elena López i Alejandra Quereda (capitana). La competició va tenir lloc els dos últims dies dels Jocs en el pavelló Arena Olímpica de Río. El 20 d'agost van aconseguir la 1a plaça en la qualificació amb una nota de 35,749 (17,783 en cintes i 17,966 en el mixt), aconseguint classificar-se així per a la final de l'endemà. El 21 d'agost, en la final olímpica, l'equip espanyol es va col·locar en primer lloc després de l'exercici de 5 cintes amb una nota de 17,800. En la segona rotació, la de l'exercici mixt, van obtenir una puntuació de 17,966. Finalment van acabar en segona posició després de Rússia i per davant de Bulgària, aconseguint així la medalla de plata amb una nota de 35,766. Aquesta presea va ser la primera medalla olímpica per a la gimnàstica rítmica espanyola des de l'assolida per les Nenes d'Or en Atlanta 1996. A més, Lorda es va convertir en la primera esportista cordovesa a obtenir una medalla olímpica.
El 22 d'agost es va anunciar que el Pavelló Poliesportiu La Paz de Peñarroya-Pueblonuevo seria rebatejat amb el nom de Lourdes Mohedano. El 6 de setembre va tenir lloc l'acte oficial d'imposició del nom amb la presència de Lorda. Aquest mateix dia es va celebrar un altre homenatge en el seu honor en el Palacio Municipal d'Esports Vista Alegri en Còrdova. El 22 d'octubre va participar al costat de la resta del Equipaso en una exhibició en l'Euskalgym de Vitòria. El 15 de novembre de 2016, les cinc components del conjunt subcampió olímpic van rebre la Medalla de Plata de la Real Ordre del Mèrit Esportiu, atorgada pel CSD, que els havia estat concedida el 18 d'octubre. Així mateix es va premiar amb la Medalla de Bronze a la seleccionadora Anna Baranova, a la gimnasta Carolina Rodríguez i a la jutge de rítmica Ana María Valenti. L'acte de lliurament va ser presidit per Íñigo Méndez de Vigo, Ministre d'Educació, Cultura i Esport, i va tenir lloc a l'auditori del Museu Nacional Centre d'Art Reina Sofia (Madrid). Després d'anunciar-se que el Equipaso tornaria a protagonitzar el espot nadalenc de Freixenet, el mateix va ser presentat el 28 de novembre en una gala en el Teatre Goya de Barcelona. Va comptar amb la presentació de Almudena Cid i la presència de l'equip. L'anunci, titulat Brillar 2016, era pràcticament el mateix de l'any anterior amb excepció del final, que incloïa noves imatges de les gimnastas felicitant l'any amb la plata olímpica. Així mateix, la campanya va ser acompanyada per un documental promocional cridat La satisfacció és per sempre, amb noves imatges i declaracions de les gimnastas sobre la seva preparació, i una recreació del podi dels Jocs de Rio. Al febrer de 2017 Lorda va ser guardonada amb la Medalla d'Andalusia.
En l'actualitat Lourdes estudia TAFAD (Cicle formatiu de Tècnic Superior d'Activitats Físiques i Esportives) al no haver tingut la nota suficient per accedir a la carrera universitària d'INEF.

## Palmarès esportiu[calcitació]

### Selecció espanyola
| 2009 - Torneig Internacional júnior annex a la Copa del Món en Portimão 7è lloc en concurs general 5è lloc en 5 cintes - Campionat d'Europa de Bakú 4t lloc en qualificació 5è lloc en final (5 cintes) 2011 - Prova de la Copa del Món en Portimão 7è lloc en concurs general 7è lloc en 5 pilotes 7è lloc en 3 cintes i 2 cèrcols - US Classics Competition a Orlando Or en concurs general Or en 5 pilotes Or en 3 cintes i 2 cèrcols - II Meeting en Vitória (Brasil) Or en concurs general Or en 5 pilotes Or en 3 cintes i 2 cèrcols - Prova de la Copa del Món en Tel-Aviv 11è lloc en concurs general - Campionat del Món de Montpeller 12n. lloc en concurs general 6è lloc en 5 pilotes - Torneig Internacional Ciutat de Saragossa Plata en concurs general 2012 - Torneig Preolímpico de Londres 2012 Or en concurs general - Grand Prix de Thiais 8è lloc en concurs general 4t lloc en 3 cintes i 2 cèrcols - Prova de la Copa del Món en Pesaro 5è lloc en concurs general 8è lloc en 3 cintes i 2 cèrcols - Torneig Internacional de Benidorm Or en concurs general - Prova de la Copa del Món a Sofia Bronze en concurs general 4è lloc en 5 pilotes Or en 3 cintes i 2 cèrcols - Campionat d'Europa de Nizhni Nóvgorod 5è lloc en concurs general 5è lloc en 5 pilotes 7è lloc en 3 cintes i 2 cèrcols - Prova de la Copa del Món a Minsk Bronze en concurs general 4t lloc en 5 pilotes 4t lloc en 3 cintes i 2 cèrcols - Jocs Olímpics de Londres 2012 5è lloc en qualificació 4t lloc en final i diploma olímpic 2013 - Grand Prix de Thiais Bronze en concurs general Plata en 10 maces 4t lloc en 3 pilotes i 2 cintes - Prova de la Copa del Món a Lisboa Or en concurs general 5è lloc en 10 maces Bronze en 3 pilotes i 2 cintes - Prova de la Copa del Món a Sofia 7è lloc en concurs general Plata en 10 maces 8è lloc en 3 pilotes i 2 cintes - Torneig Internacional Ciutat de Barcelona Or en concurs general - Prova de la Copa del Món a Sant Petersburg Bronze en concurs general 5è lloc en 10 maces - Campionat del Món de Kíev 4t lloc en concurs general Or en 10 maces Bronze en 3 pilotes i 2 cintes 2014 - Prova de la Copa del Món a Lisboa Or en concurs general Plata en 10 maces Plata en 3 pilotes i 2 cintes - Prova de la Copa del Món a Minsk Plata en concurs general 4t lloc en 10 maces Bronze en 3 pilotes i 2 cintes | 2014 (continuació) - Campionat d'Europa de Bakú 5è lloc en concurs general Bronze en 10 maces 5è lloc en 3 pilotes i 2 cintes - Prova de la Copa del Món a Sofia 4t lloc en concurs general Bronze en 10 maces 5è lloc en 3 pilotes i 2 cintes - IV Meeting en Vitória (Brasil) Plata en concurs general Or en 10 maces Plata en 3 pilotes i 2 cintes - Prova de la Copa del Món en Kazán Bronze en concurs general 8è lloc en 10 maces 4t lloc en 3 pilotes i 2 cintes - Campionat del Món d'Esmirna 11è lloc en concurs general Or en 10 maces 2015 - Prova de la Copa del Món en Taskent Plata en concurs general 6è lloc en 5 cintes Plata en 2 cèrcols i 6 maces - Jocs Europeus de Bakú 2015 4t lloc en concurs general 4t lloc en 5 cintes - Prova de la Copa del Món a Sofia 7è lloc en concurs general 6è lloc en 5 cintes - Prova de la Copa del Món en Kazán 6è lloc en concurs general 5è lloc en 5 cintes 5è lloc en 2 cèrcols i 6 maces - Campionat del Món de Stuttgart Bronze en concurs general 6è lloc en 5 cintes 2016 - Prova de la Copa del Món en Espoo Bronze en concurs general Or en 5 cintes Plata en 2 cèrcols i 6 maces - Torneig Internacional de Schmiden Or en concurs general Or en 5 cintes Or en 2 cèrcols i 6 maces - Prova de la Copa del Món a Lisboa Bronze en concurs general 5è lloc en 5 cintes Bronze en 2 cèrcols i 6 maces - Grand Prix de Thiais Bronze en concurs general 4t lloc en 5 cintes Plata en 2 cèrcols i 6 maces - Prova de la Copa del Món en Taskent 4t lloc en concurs general Bronze en 5 cintes Plata en 2 cèrcols i 6 maces - Prova de la Copa del Món a Guadalajara Or en concurs general Bronze en 5 cintes Bronze en 2 cèrcols i 6 maces - Campionat d'Europa de Jolón 6è lloc en concurs general Bronze en 5 cintes Plata en 2 cèrcols i 6 maces - Prova de la Copa del Món en Kazán 6è lloc en concurs general 4t lloc en 5 cintes - Prova de la Copa del Món a Bakú 5è lloc en concurs general Bronze en 5 cintes Bronze en 2 cèrcols i 6 maces - Jocs Olímpics de Rio 2016 1er posat en qualificació Plata en final i diploma olímpic |

## Premis, reconeixements i distincions
- Millor Esportista Base en la Gala de l'Esport de Radi Peñarroya Cadena Ser (2003)
- Premiada com a esportista base per l'Ajuntament de Peñarroya-Pueblonuevo en la inauguració del Poliesportiu Municipal La Pau (2005)
- Guardonada en la II Gala de l'Esport Base Andalús en modalitat de gimnàstica rítmica per la Conselleria de Turisme, Comerç i Esport (2008)
- Millor Esportista de l'Any en la XV Gala de l'Esport de Radi Peñarroya Cadena Ser (2009)[97]
- Millor Esportista Femenina de 2009 en la IX Gala dels Premis Ignacio Cid de Cordobadeporte.com (2010)[98][99]
- Millor Esportista de l'Any en la XVII Gala de l'Esport de Radi Peñarroya Cadena Ser (2011)[100]
- Medalla d'Or del Club Liceu durant la celebració del Torneig Ciutat de Còrdova (2011)
- Esment Especial en els Premis 2011 de l'Associació Cordovesa de la Premsa Esportiva (2011)[101]
- Premio Passaport Olímpic 2011 dels lectors als esportistes més destacats (2012)[102]
- Millor Esportista Femenina d'Elit de 2011 en la XII Gala de l'Esport d'Onda Cero Còrdova (2012)[103]
- Reconeixement especial per la seva contribució excepcional a l'esport cordovès, atorgat per l'Infern Cordobés (2012)[104]
- Filla Predilecta i Medalla d'Or de la ciutat de Peñarroya-Pueblonuevo (2012)[105]
- Andalús del Futur en l'Esport 2012 en la V Edició del Premi Andalusos del Futur (2012)[106]
- Millor Esportista Femenina en la VIII Gala de l'Ateneu Cordobesista (2012)[107][108]
- Millor Esportista Femenina en els Premis 2012 de l'Associació Cordovesa de la Premsa Esportiva (2012)[109]
- Esment Especial (al costat de la resta del conjunt 4º en els Jocs Olímpics) en la Gala Anual de Gimnàstica de la Federació Càntabra de Gimnàstica (2013)[110]
- Premi a l'Esportista Local Més Destacada a Nivell Nacional en la XIX Gala de l'Esport de Radi Peñarroya Cadena Ser (2013)[111]
- Medalla de Plata de la ciutat de Còrdova (2013)[112]
- Insígnia d'Or de la Federació Andalusa de Gimnàstica (2013)
- Tità d'Or (al costat de la resta del conjunt campió del món a Kíev) en la XVIII Gala de l'Esport de Arganda del Rei (2013)[113]
- Esment Especial en els Premis 2013 de l'Associació Cordovesa de la Premsa Esportiva (2013)[114]
- Premio Passaport Olímpic 2013 a l'equip més destacat (2014)[115]
- Premi Andalús d'Or en la Gala Anual de la Federació Andalusa de la Premsa Esportiva (2014)[116]
- Premi Cordobés de l'Any 2013, atorgat pel Diari Còrdova (2014)[117]
- Millor Esportista de 2013 en els Premis Andalusia dels Esports, atorgats per la Junta d'Andalusia (2014)[118][119]
- Millor Esportista de l'Any en la XX Gala de l'Esport de Radi Peñarroya Cadena Ser (2014)[120]
- Millor Esportista Cordobés de 2014, atorgat per la pàgina web deportecordobes.com (2014)[121][122]
- Medalla del Comitè Olímpic Español (2014)[123]
- Premio Còrdova Jove en la categoria de Promoció de Còrdova en l'Exterior, atorgat per la Junta d'Andalusia (2014)[124]
- Premio As de l'esport 2014 (al costat de la resta del conjunt), atorgat pel diari As (2014)[1][125][126][127]
- Premi a la Gesta Esportiva Femenina per Equips (al costat de la resta del conjunt) en la XXX Gal·la de l'Esport Municipal d'Andújar (2014)[128][129]
- Millor Esportista Andalús en la XXX Gal·la de l'Esport Municipal d'Andújar (2014)[128][129]
- Esment especial en els Premis 2014 de l'Associació Cordovesa de la Premsa Esportiva (2014)[130][131]
- Premi Dvillena al Millor Equip Femení de 2014 en la I Edició dels Premis Planeta Olímpic (2015)[132][133]
- Guardonada (al costat de la resta del conjunt) en la XXXV Gal·la Nacional de l'Esport de l'Associació Espanyola de la Premsa Esportiva (2015)[134][135]
- Andalusa d'Or com a millor esportista andalusa de 2014 en la Gala Anual dels Premis Periodistes Esportius d'Andalusia (2015)[136]
- Millor Esportista de l'Any en la XXI Gala de l'Esport de Radi Peñarroya Cadena Ser (2015)[137]
- Copa Baró de Güell al millor equip espanyol, atorgada pel CSD i lliurada en els Premis Nacionals de l'Esport de 2014 (2015)[2]
- Medalla de Bronze de la Real Ordre del Mèrit Esportiu, atorgada pel Consell Superior d'Esports (2015)[3][72][138][139][140]
- Trofeu per la consecució de la medalla de bronze a Stuttgart, atorgat pel Ajuntament de Guadalajara en el V Trofeu Maite Nadal (2015)[141]
- Millor Equip en els Premis Dona, Esport i Empresa, lliurats a l'I Congrés Ibèric Dona, Esport i Empresa (2015)[142]
- Premi Internacional per la consecució de la medalla de bronze a Stuttgart en la XXIII Nit de l'Esport de Mollet del Vallès (2016)[143]
- Distinció (al costat de la resta del conjunt) en la Gala de l'Esport de Ceuta (2016)[144][145]
- Guardonada (al costat de la resta del conjunt) en la XXXVI Gal·la Nacional de l'Esport de l'Associació Espanyola de la Premsa Esportiva (2016)[146]
- Ambaixadora del Turisme Cordobés en la Gala del Turisme de Còrdova (2016)[147]
- Medalla de Plata de la Real Ordre del Mèrit Esportiu, atorgada pel Consell Superior d'Esports (2016)[148]
- Cordobés de l'Any en els Premis Al-Ándalus (2016)[149]
- Confrare d'honor de la Confraria Gastronòmica del Salmorejo Cordobés (2016)[150]
- Andalusa d'Or com a millor esportista andalusa de 2016 en la Gala Anual dels Premis Periodistes Esportius d'Andalusia (2017)[151]
- Trofeu a l'Esportista Internacional de 2016 (al costat de la resta del conjunt) en la Gala de Món Esportiu (2017)[152]
- Medalla d'Andalusia, atorgada per la Junta d'Andalusia (2017)
- Guardonada (al costat de la resta del conjunt) en la XXXVII Gal·la Nacional de l'Esport de l'Associació Espanyola de la Premsa Esportiva (2017)[153]

### Altres honors
- El Pavelló Poliesportiu de Peñarroya-Pueblonuevo porta el seu nom des del 6 de setembre de 2016.[92][93]

## Galeria

### Final de conjunts en els Jocs Olímpics de Londres 2012

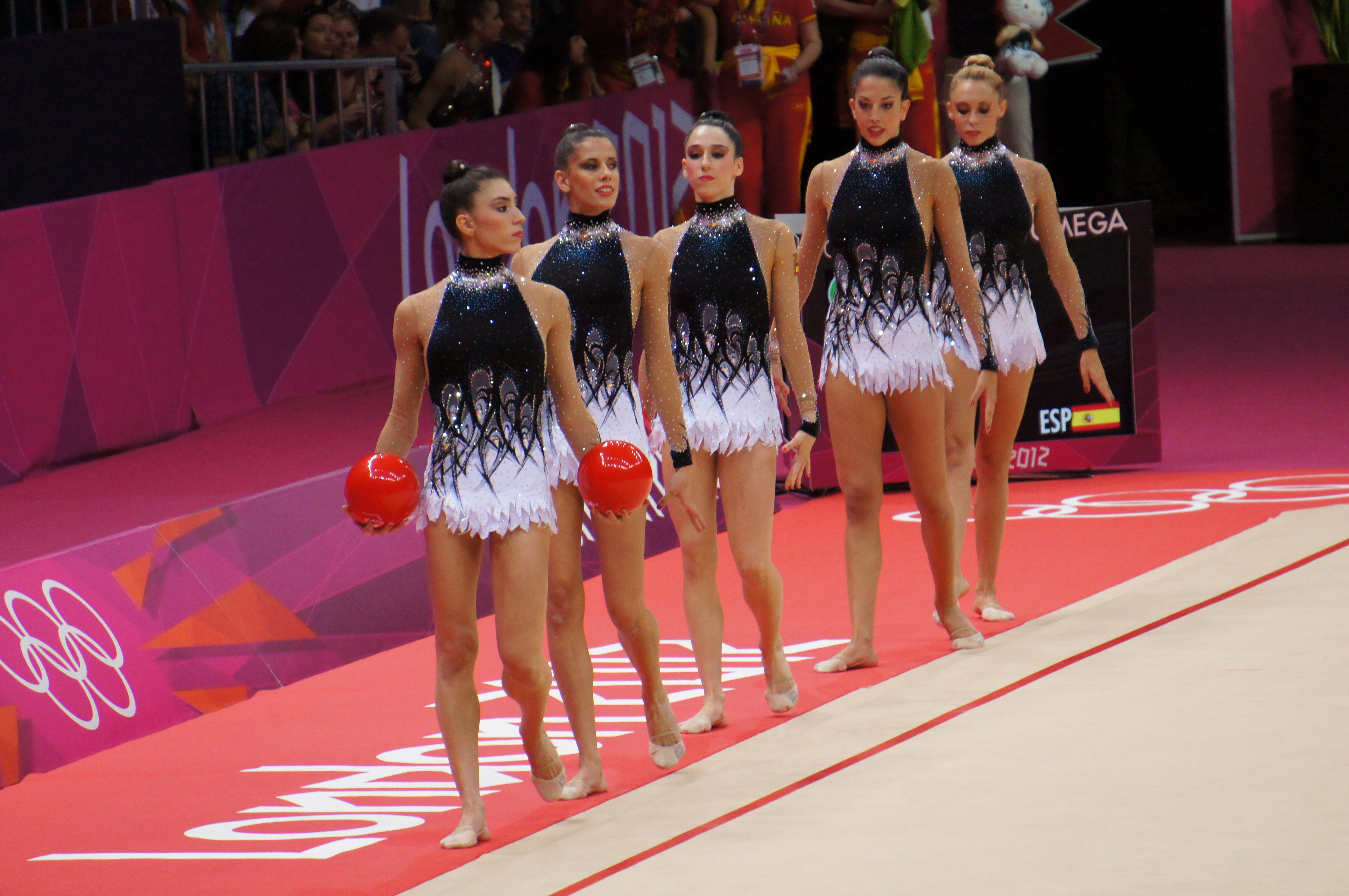
D'esquerra a dreta, Sandra, Lourdes, Loreto, Alejandra i Lidia.
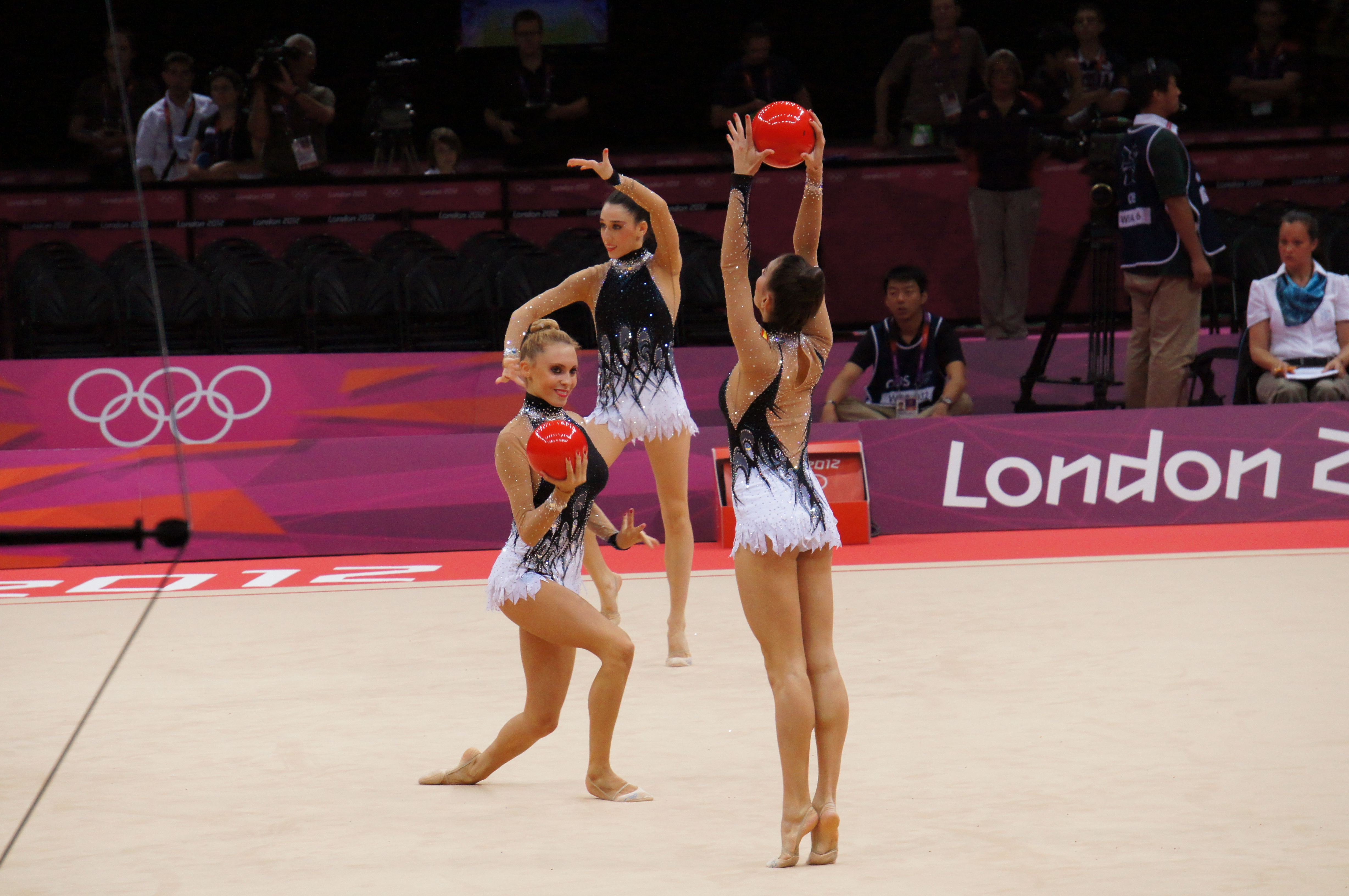
Un moment de l'exercici de 5 pilotes. Alejandra, d'esquena, seguida per Lidia i Loreto, al fons.
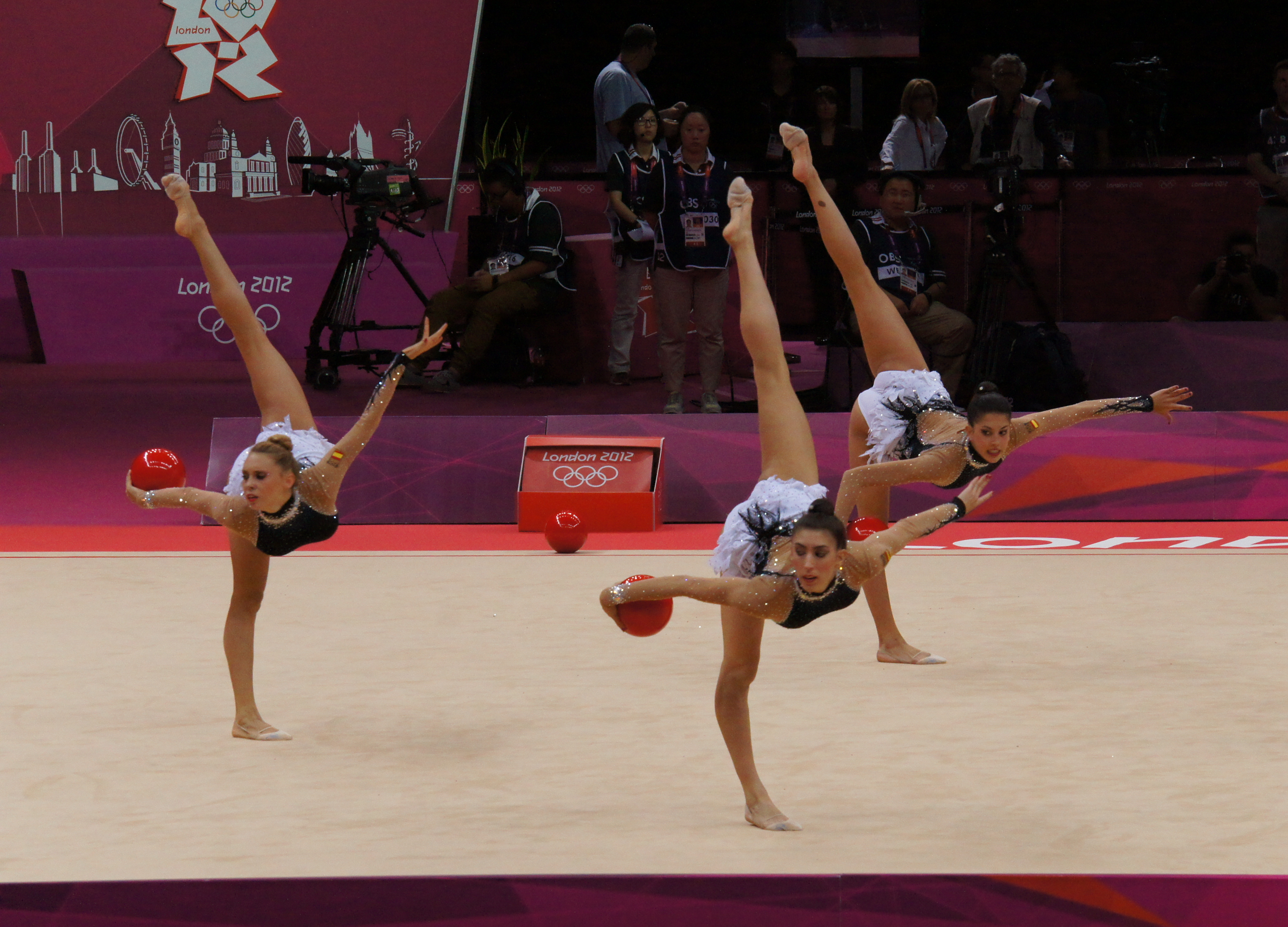
D'esquerra a dreta, Lidia, Sandra i Alejandra, fent un gir penché (o en planxa frontal).
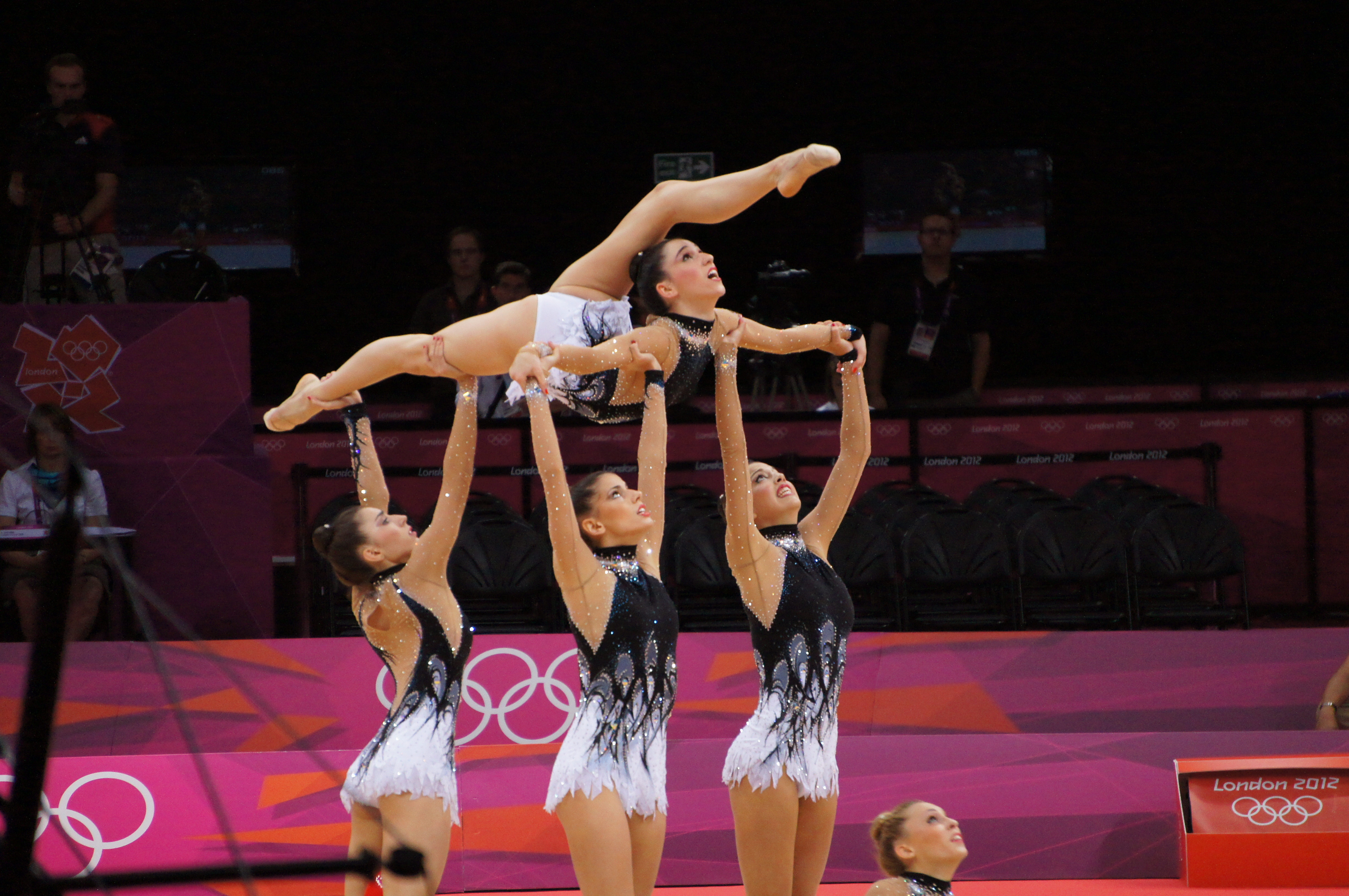
Sandra, Lourdes i Alejandra, sostenint a Loreto a un altre moment de l'exercici de 5 pilotes.
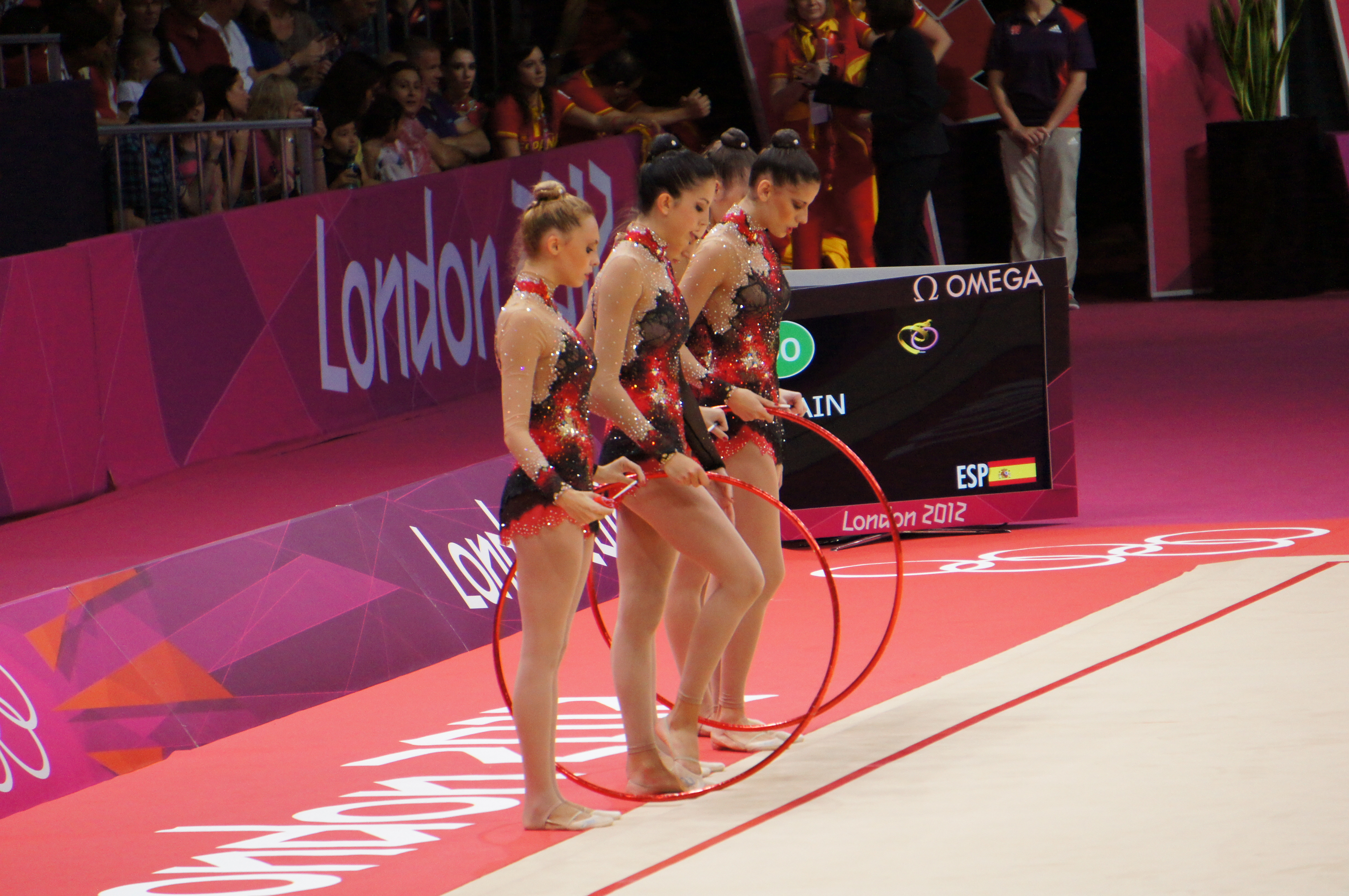
Les components de l'equip abans de realitzar l'exercici de 3 cintes i 2 cèrcols.
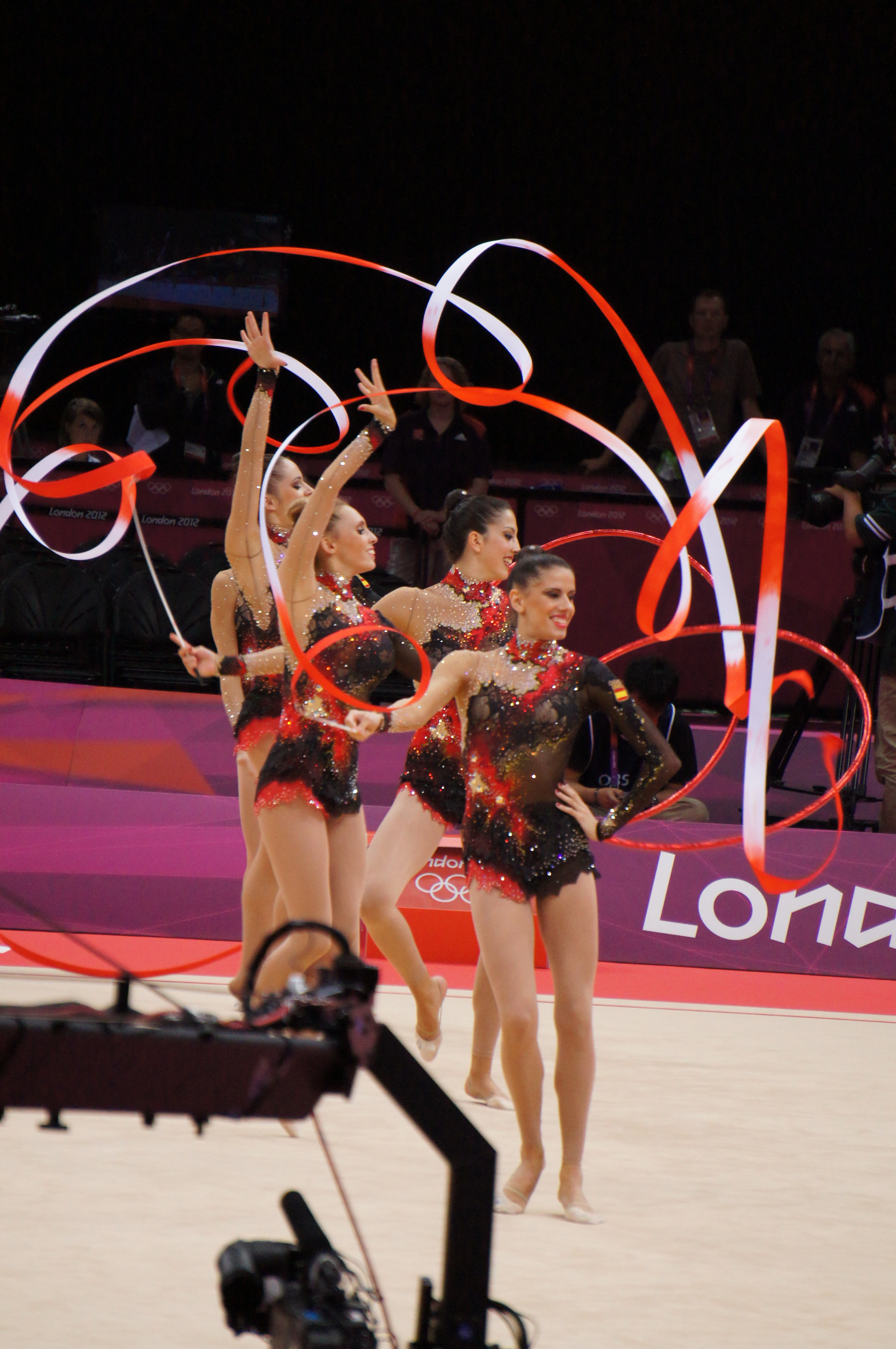
El conjunt durant l'exercici mixt.
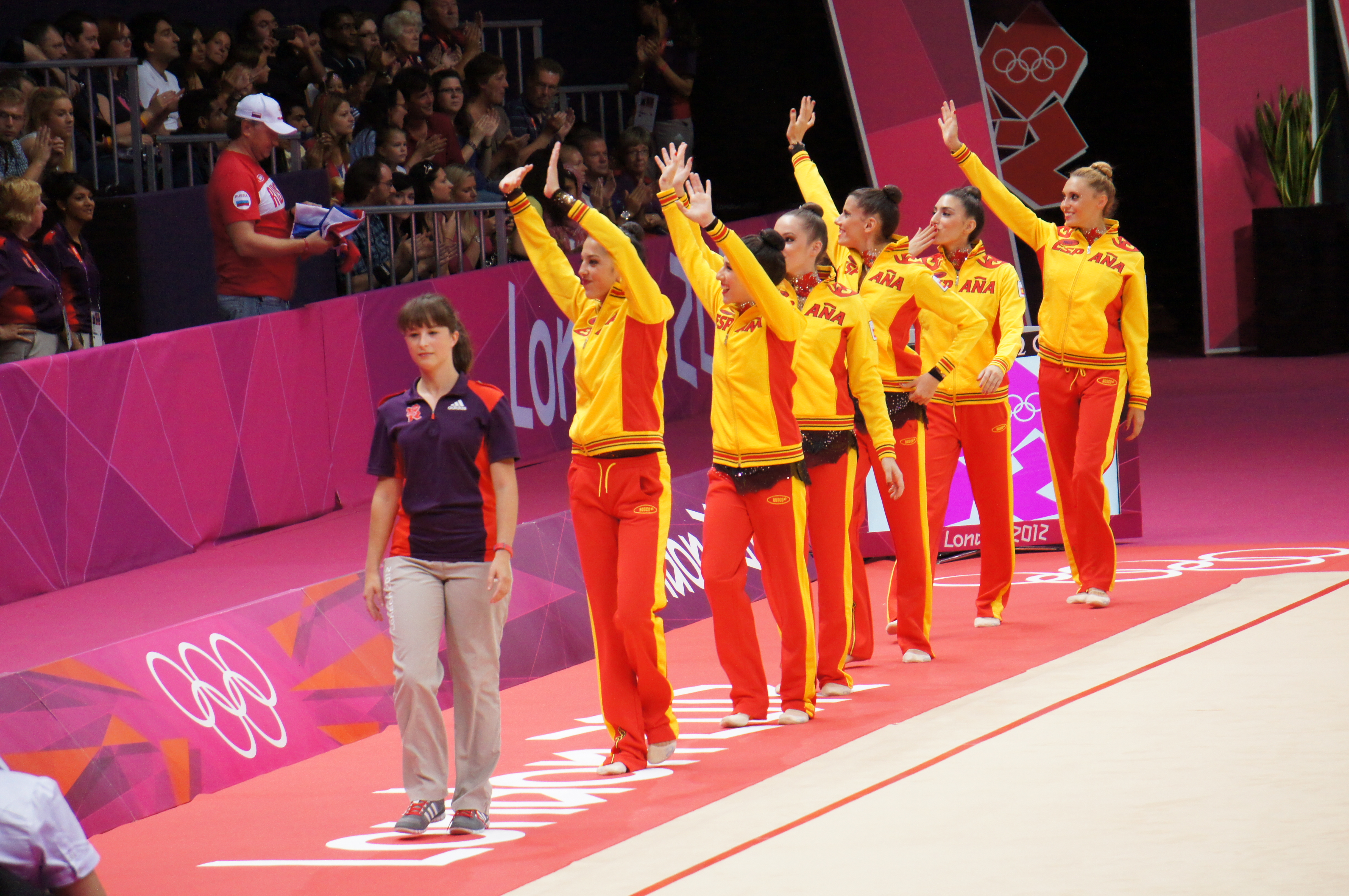
L'equip espanyol saludant al públic després de finalitzar la competició.